# 匹诺曹 (2019年电影)
是2019年上映的意大利奇幻电影，由马提欧·加洛尼编剧、导演、制片，改编自意大利作家卡洛·科洛迪经典童话小说《木偶奇遇记》。演出阵容包括扮演匹诺曹的童星费德里科·伊拉皮、吉吉·普罗耶蒂、罗科·帕帕莱奥、马西莫·切凯里尼和马琳·瓦克斯。普罗耶蒂于2020年11月去世，因此本片是他生前的最后一部作品。影片是加洛尼最具雄心的一个项目，6岁时他便写下剧情的第一个大纲。有别于加洛尼其他面向成年人的电影，本片的目标群体是成年人和儿童。包括主角匹诺曹在内，影片大部分角色采用特效化妆而非电脑合成影像。普罗耶蒂在本片中第二次出演匹诺曹，帕帕莱奥第二次参演匹诺曹电影。
影片于2019年12月19日由意大利广播电视公司在意大利发行，取得1500欧元的票房，创下意大利圣诞周电影票房的新高，也是加洛尼意大利票房最高的作品（上一部是2008年的《娥摩拉罪惡之城》），位列2019–20年度意大利电影票房第六位。英语配音版由眩晕电影于2020年8月14日在英伦三岛发行，路边风景于2020年12月25日在北美两地发行。影片获得影评人正面评价，在2020年意大利电影金像奖上斩获15项提名，赢得其中最佳布景与装饰、最佳服装、最佳化妆、最佳发型设计及最佳特效五项大奖。此外还获銀緞帶獎九项提名，获第93屆奧斯卡金像獎最佳服装设计及最佳化妆与发型设计两项提名。

## 剧情
穷困潦倒的老木匠杰佩托带着木偶匹诺曹到处流浪讨生活，在匹诺曹动起来之后成了他的父亲。会说话的蟋蟀给了匹诺曹一些建议，想帮助他，但匹诺曹不以为然，结果在一起事故中烧掉了自己的腿。杰佩托答应给他安一副新腿，但条件是他要去上学。
上学路上，匹诺曹被木偶剧场吸引。在剧场里，匹诺曹与其他木偶一起搞砸了木偶艺人吞火师的演出。吞火师一气之下将匹诺曹缩进大篷车，离开了小镇。匹诺曹央求吞火师放他回父亲那里，吞火师答应他，之后烧掉一个木偶做营火。匹诺曹对他的行为感到不安，提出烧掉自己。万分惊讶之下，吞火师赏了他五个金币，叫他拿回去给父亲。
回家途中，匹诺曹碰到了假装残废的狐狸和猫。狐狸和猫看到匹诺曹的金币两眼发青光，建议匹诺曹去谷仓猫头鹰之地（Land of the Barn Owl）的奇迹之田（Field of Miracles）种金币，让金币发芽成一棵摇钱树。之后狐狸和猫伪装成蒙面刺客作弄匹诺曹，匹诺曹把金币藏了起来，打算逃跑，结果被抓住，绑在树上。后来碧发仙女过来救他，问他为什么不待在家或学校。匹诺曹羞于开口，撒了个谎，结果每编一个谎话鼻子就变长，直至仙女不得不施展魔法缩短。
尝到苦头的匹诺曹回到家里，又一次看到了狐狸和猫，对方建议他再去奇迹之田。匹诺曹去到那里种下金币，金币刚种下就被狐狸和猫偷走，结果事迹败露，匹诺曹将偷东西的情况报告给大猩猩法官。法官执意认为匹诺曹有罪，判终生坐牢。匹诺曹后来承认犯过罪，让自己获释。
回到家里的时候，匹诺曹发现老父亲已经抛下他去了北美。匹诺曹打算远涉重洋去找他，结果船在勤劳蜜蜂岛遭遇海难。仙女再次出手相救后，匹诺曹答应他好好读书、守规矩，成为一个真正的大男孩。匹诺曹来到学校，成了班里最勤奋的男孩。
然而，匹诺曹和调皮的男生小灯芯交了朋友，对方邀请他到玩具岛参加自己的派对。来到玩具岛，孩子们可以不受学校或大人管教，自由自在地玩耍。玩了一天，匹诺曹被驴耳朵叫醒，突然发现自己和小灯芯变成了驴子。马车夫将两人买到了马戏团。
一天，匹诺曹在表演期间发现仙女来看马茜，结果不小心摔倒，四肢瘫痪。马戏团老板看他不能干活，打算淹死他，用他的皮做鼓。在海里，仙女召唤鱼群啃掉皮诺曹的驴皮，让他恢复正常。匹诺曹游去找父亲，结果被可怕的鲨鱼吞掉。匹诺曹发现老父亲竟然活生生地住在鲨鱼的肚子里。趁着鲨鱼哮喘发作，父子两人从鲨鱼的大嘴巴里逃走，上了岸。
两人找到一间废弃的房子歇脚。为了照顾舟车劳顿而病恹恹的父亲，匹诺曹被一名农夫聘为挤奶工。匹诺曹边工作边学习，让父亲彻底康复。仙女实现了匹诺曹的愿望。匹诺曹回到家中，向老父亲证明自己是一个真正的男孩。

## 演出及配音阵容

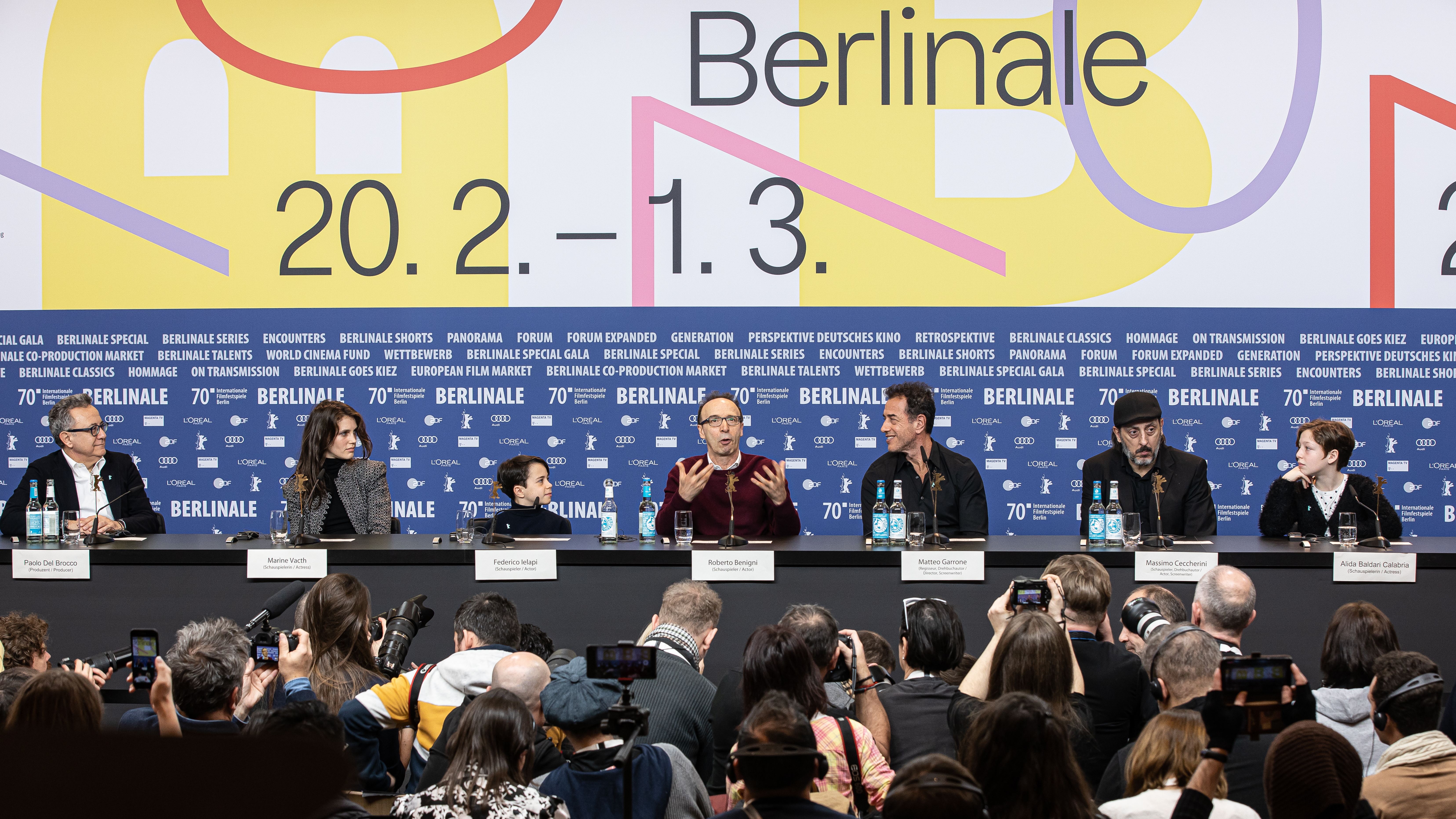
主创团队亮相2020年柏林电影节。从左到右：保罗·德尔·布罗科、马琳·瓦克斯、费德里科·伊拉皮、羅貝托·貝尼尼、马提欧·加洛尼、马西莫·切凯里尼、阿丽达·巴尔达里·卡拉布里亚。

- 费德里科·伊拉皮（英语：Federico Ielapi） 饰 匹诺曹[17]
- 羅貝托·貝尼尼 饰 杰佩托（英语：Geppetto）[註 1][17]
- 吉吉·普罗耶蒂（英语：Gigi Proietti） 饰 吞火师（英语：Mangiafuoco）[17]
- 罗科·帕帕莱奥（英语：Rocco Papaleo） 饰 猫[註 2][17]
- 马西莫·切凯里尼（英语：Massimo Ceccherini） 饰 狐狸[17]
- 马琳·瓦克斯（英语：Marine Vacth）（由多米蒂拉·达米科（英语：Domitilla D'Amico）配音[註 3]）饰 成年碧发仙女（英语：The Fairy with Turquoise Hair）[17]
- 阿丽达·巴尔达里·卡拉布里亚（義大利語：Alida Baldari Calabria） 饰 幼年碧发仙女
- 阿莱西奥·迪·多梅尼康托尼奥（Alessio Di Domenicantonio）饰 小灯芯（英语：Candlewick (character)）
- 玛丽·皮亚·蒂莫（義大利語：Maria Pia Timo） 饰 蜗牛
- 大卫·马洛塔（義大利語：Davide Marotta） 饰 会说话的蟋蟀（英语：Talking Cricket）、紧身裤木偶人和兔子甲
- 保罗·格拉齐奥西（英语：Paolo Graziosi） 饰 樱桃大师
- 马西米利亚诺·加洛（英语：Massimiliano Gallo） 饰 乌鸦医生、马戏团老板、英國獒犬甲
- 詹弗兰科·加洛（義大利語：Gianfranco Gallo） 饰 猫头鹰医生、英國獒犬乙、梅多罗（Medoro）
- 特科·塞利奥（義大利語：Teco Celio） 饰 大猩猩法官
- 恩佐·维特拉诺（Enzo Vetrano）饰 老师
- 尼诺·斯卡迪纳（義大利語：Nino Scardina） 饰 马车夫
- 毛里齐奥·隆巴尔迪（義大利語：Maurizio Lombardi） 饰 吐纳
- 纪尧姆·德劳内（法语：Guillaume Delaunay） 饰 马戏团演员“世界上最高的人”
- 朱利亚诺·德尔塔利亚（Giuliano Del Taglia）饰 马戏团演员“世界上最矮的人”、魔鬼木偶
- 多梅尼科·森塔莫尔（義大利語：Domenico Centamore） 饰 詹吉奥（Giangio）
- 吉吉奥·莫拉（義大利語：Gigio Morra） 饰 旅店老板莫雷诺（Moreno）
- 毛罗·布奇（Mauro Bucci）饰 杰佩托邻居雷米吉乌斯（Remigio）
- 塞尔吉奥·福尔科尼（義大利語：Sergio Forconi） 饰 卖家切科尼（Cecconi）
- 路易莎·拉古萨（Luisa Ragusa）饰 小鸽子（英语：Colombina）木偶和兔子乙
- 马西莫·维亚福拉（Massimo Viafora）饰 國家憲兵木偶甲
- 克劳迪奥·盖塔尼（Claudio Gaetani）饰 丑角木偶
- 乔瓦尼·约维诺（Giovanni Iovino）饰 普尔钦奈拉（英语：Pulcinella）木偶、兔子丙
- 贝蒂·拉帕杜拉（Betty La Padula）饰 詹杜亚（英语：Gianduja (commedia dell'arte)）木偶，兔子丁
- 阿尔多·马里努奇（Aldo Marinucci）饰 宪兵木偶乙
- 西罗·佩特罗内（義大利語：Ciro Petrone） 饰 吞火师的街头公告员

## 制作
2016年10月24日，托尼·塞尔维洛加盟出演匹诺曹的父亲杰佩托。两年后的2018年10月，消息指杰佩托改由羅貝托·貝尼尼出演，贝尼尼曾执导过2002版《木偶奇遇记》。尼克·杜德曼最初宣布加入计划，后来退出。马克·库里尔负责电影的角色设计及特效化妆。
摄制工作于2019年3月18日启动，取景地包括拉弗拉塔庄园（Tenuta La Fratta）、托斯卡纳大区、拉齐奥大区和普利亚大区。

## 发行
2019年12月19日，影片在意大利上映。
2020年5月，影片制片人之一保罗·德尔·布罗科表示将要在美国上映，但因2019冠状病毒病疫情受阻。同年7月27日，眩晕影业买下影片在英国和爱尔兰的发行权，计划在8月底上映。7月28日，英國電影分級委員會将影片评为PG级别。7月30日，英语版定档预告公布，宣布影片于8月14日在英国和爱尔兰上映，8月10日点映。
2020年11月19日，路边风景买下北美发行权。11月30日宣布12月25日在北美上映。
2019年3月29日，首张宣传照发布。2019年7月3日，首支预告片上线。

### 票房
影片全球票房3040万美元，其中意大利1790万美元。制片成本为1100万欧元。在意大利上映首周末，影片凭借290万美元的票房位列票房榜第二位，仅次于《STAR WARS：天行者的崛起》。次周票房190万美元，第三周票房530,806美元，分别排名第三位和第六位。凭借着1500万欧元（1710万美元）的国内票房，影片击败2008年的《娥摩拉罪惡之城》（票房1020万欧元），成为加洛尼意大利票房最高的作品。在2019–2020年度意大利电影票房榜中，影片位列第六，落后于《失意旅行》、《狮子王》、《小丑》、《冰雪奇缘2》和《第一次圣诞节》。
英国方面，影片空降271家影院，收获140,810美元（107,260英镑）的票房，成为该国电影院重开以来票房第三高的电影。最终票房为110万美元。在美国，影片空降736家影院，获得274,600美元的票房。

### 专业评价
在汇总媒体网站烂番茄，影片收获59条评论，新鲜度83%，平均得分6.9/10。网站共识写道：“马提欧·加洛尼的《匹诺曹》紧扣卡洛·科洛迪的原著，竭尽全力创作一部震撼视觉的电影，证明有些童话故事确实是经久不衰的。”Metacritic收录10条评论，打出63/100的平均分，表示“普遍好评”。
《荷里活報道》的黛博拉·扬（Deborah Young）表示：“马提欧·加洛尼的新版《匹诺曹》情感真挚，是卡洛·科洛迪1883年经典童话最具雄心的改编作品。”《IndieWire》的埃里克·科恩（Eric Kohn）打出B级：“得益于制作人精心处理不寻常基调的实际效果，《匹诺曹》将惊人的自然主义情感注入到片中的氛围中。”《衛報》的彼得·布拉德肖（Peter Bradshaw）打出4/5星：“《匹诺曹》是个异乎寻常的故事，而加洛尼把它打造成格外令人满意的奇观。”《觀察家報》的西姆兰·汉斯（Simran Hans）打出4/5星：“加洛尼这位意大利电影制作人对原著运用到得心应手，曾在2015年的《故事的故事》采用了类似的多篇式童话结果。”OneRoomwithaView.com的约瑟芬·阿尔吉里（Josefine Algieri）认为影片仍是一部令人赏心悦目的作品，配乐异想天开得恰当好处，场景设计华丽，成功利用意大利贫困农村的现实营造童话色彩。
在2020年的柏林国际电影节上，影评人一致认为影片受制于自身的现实主义色彩，因缺乏童话色彩很容易让人觉得乏味。不过，贝格尼尼粗俗的表演有时会引起观众发出疲惫的笑声。

### 奖项
| 大奖                       | 颁奖日期       | 奖项                                | 获得者 | 结果     | 参考          |
| -------------------------- | -------------- | ----------------------------------- | --- | -------- | ------------- |
| 奥斯卡金像奖               | 2021年4月25日  | 最佳服装设计                        | 马西莫·坎蒂尼·帕里尼 | 提名     | [ 42 ]        |
| 奥斯卡金像奖               | 2021年4月25日  | 最佳化妆与发型设计                  | 达利亚·科利、马克·库里尔和弗朗切斯科·佩戈雷蒂 | 提名     | [ 42 ]        |
| 藝術指導工會傑出作品設計獎 | 2021年4月10日  | 最佳奇幻片制作设计                  | 迪米特里·卡普阿尼 | 提名     | [ 43 ]        |
| 英国电影学院奖             | 2021年4月11日  | 最佳化妆发型                        | 马克·库里尔 | 提名     | [ 44 ]        |
| 卡普里好莱坞国际电影节     | 2019年12月28日 | 年度服装设计                        | 马西莫·坎蒂尼·帕里尼 | 獲獎     | [ 45 ]        |
| 卡普里好莱坞国际电影节     | 2019年12月30日 | 卡普里未来奖                        | 费德里科·伊拉皮 | 獲獎     | [ 46 ]        |
| 服装设计师工会奖           | 2021年4月13日  | 最佳奇幻片服装设计                  | 马西莫·坎蒂尼·帕里尼 | 提名     | [ 47 ]        |
| 意大利电影金像奖           | 2020年5月8日   | 最佳影片                            | 《匹诺曹》 | 提名     |               |
| 意大利电影金像奖           | 2020年5月8日   | 最佳导演                            | 马提欧·加洛尼 | 提名     |               |
| 意大利电影金像奖           | 2020年5月8日   | 最佳改编剧本                        | 马提欧·加洛尼和马西莫·切凯里尼 | 提名     |               |
| 意大利电影金像奖           | 2020年5月8日   | 最佳制片人                          | Archimede、Le Pacte、Rai Cinema | 提名     |               |
| 意大利电影金像奖           | 2020年5月8日   | 最佳女配角                          | 阿丽达·巴尔达里·卡拉布里亚 | 提名     |               |
| 意大利电影金像奖           | 2020年5月8日   | 最佳男配角                          | 羅貝托·貝尼尼 | 提名     |               |
| 意大利电影金像奖           | 2020年5月8日   | 最佳摄影                            | 尼古拉·布吕尔 | 提名     |               |
| 意大利电影金像奖           | 2020年5月8日   | 最佳配乐                            | 達利歐·馬里安利 | 提名     |               |
| 意大利电影金像奖           | 2020年5月8日   | 最佳布景与装饰                      | 迪米特里·卡普阿尼 | 獲獎     |               |
| 意大利电影金像奖           | 2020年5月8日   | 最佳服装                            | 马西莫·坎蒂尼·帕里尼 | 獲獎     |               |
| 意大利电影金像奖           | 2020年5月8日   | 最佳化妆                            | 达利亚·科利、马克·库里尔 | 獲獎     |               |
| 意大利电影金像奖           | 2020年5月8日   | 最佳发型设计                        | 弗朗切斯科·佩戈雷蒂 | 獲獎     |               |
| 意大利电影金像奖           | 2020年5月8日   | 最佳剪辑                            | 马可·斯波莱蒂尼 | 提名     |               |
| 意大利电影金像奖           | 2020年5月8日   | 最佳音响                            | 玛丽亚塞塔·隆巴多（Mariacetta Lombardo）、卢卡·诺维利（Luca Novelli）、丹妮拉·巴萨尼（Daniela Bassani）、斯特凡诺·格罗索（Stefano Grosso）、詹尼·帕洛托（Gianni Pallotto） | 提名     |               |
| 意大利电影金像奖           | 2020年5月8日   | 最佳视觉效果                        | 提奥·德梅里斯（Theo Demeris）、鲁道夫·米利亚里 | 獲獎     |               |
| 銀緞帶獎                   | 2020年7月6日   | 最佳影片                            | 《匹诺曹》 | 提名     |               |
| 銀緞帶獎                   | 2020年7月6日   | 最佳导演                            | 马提欧·加洛尼 | 獲獎     |               |
| 銀緞帶獎                   | 2020年7月6日   | 最佳制片人                          | 马提欧·加洛尼、保罗·德尔·布罗科 | 提名     |               |
| 銀緞帶獎                   | 2020年7月6日   | 最佳男配角                          | 羅貝托·貝尼尼 | 獲獎     |               |
| 銀緞帶獎                   | 2020年7月6日   | 最佳布景与装饰                      | 迪米特里·卡普阿尼 | 獲獎     |               |
| 銀緞帶獎                   | 2020年7月6日   | 最佳服装                            | 马西莫·坎蒂尼·帕里尼 | 獲獎     |               |
| 銀緞帶獎                   | 2020年7月6日   | 最佳剪辑                            | 马可·斯波莱蒂尼 | 獲獎     |               |
| 銀緞帶獎                   | 2020年7月6日   | 最佳音效                            | 玛丽塞塔·隆巴多（Maricetta Lombardo） | 獲獎     |               |
| 銀緞帶獎                   | 2020年7月6日   | 最佳配乐                            | 达里奥·马里亚内利 | 提名     |               |
| 銀緞帶獎                   | 2020年7月6日   | 古列尔莫·比拉吉奖                   | 费德里科·伊拉皮 | 特别致敬 |               |
| 意大利金球电影奖           | 2020年7月15日  | 最佳影片                            | 《匹诺曹》 | 提名     | [ 48 ] [ 49 ] |
| 意大利金球电影奖           | 2020年7月15日  | 最佳导演                            | 马提欧·加洛尼 | 提名     | [ 48 ] [ 49 ] |
| 意大利金球电影奖           | 2020年7月15日  | 最佳摄影                            | 尼古拉·布吕尔 | 提名     | [ 48 ] [ 49 ] |
| 伊斯基亚全球电影和音乐节   | 2020年7月16日  | 伊斯基亚艺术奖                      | 费德里科·伊拉皮 | 獲獎     | [ 50 ]        |
| 巴里国际电影节             | 2020年9月29日  | 佛朗哥·克里斯塔尔迪最佳电影制片人奖 | 马提欧·加洛尼、保罗·德尔·布罗科 | 獲獎     | [ 51 ]        |
| 巴里国际电影节             | 2020年9月29日  | 阿尔贝托·索尔迪最佳男配角奖         | 罗贝托·贝尼尼 | 獲獎     | [ 51 ]        |
| 巴里国际电影节             | 2020年9月29日  | 皮耶罗·托西最佳服装设计奖           | 马西莫·坎蒂尼·帕里尼 | 獲獎     | [ 51 ]        |
| 俄罗斯金鹰奖               | 2021年1月22日  | 最佳外語片                          | 《匹诺曹》 | 提名     | [ 52 ]        |
| 中国电影金鸡奖             | 2021年12月30日 | 最佳外语片                          | 《匹诺曹》 | 提名     | [ 53 ]        |